# Aidar Kabimollayev
Aidar Kabimollayev (26 de enero de 1983) es un deportista kazajo que compitió en judo. Ganó una medalla de plata en el Campeonato Asiático de Judo de 2005 en la categoría de –73 kg.

## Palmarés internacional
| Campeonato Asiático | Campeonato Asiático  | Campeonato Asiático | Campeonato Asiático |
| Año                 | Lugar                | Medalla             | Categoría           |
| ------------------- | -------------------- | ------------------- | ------------------- |
| 2005                | Taskent (Uzbekistán) | Medalla de plata    | –73 kg              |